# Tipula subincana
Tipula subincana är en tvåvingeart som beskrevs av Evgenyi Nikolayevich Savchenko 1961. Tipula subincana ingår i släktet Tipula och familjen storharkrankar.
Artens utbredningsområde är Uzbekistan. Inga underarter finns listade i Catalogue of Life.